# Potamopyrgus
Genre
Synonymes
- Huttonia Johnston, 1891[2]

Potamopyrgus est un genre de mollusques gastéropodes aquatiques de la famille des Tateidae.

## Distribution
Potamopyrgus est un genre de gastéropodes natifs de la Nouvelle-Zélande et du Sud-Est de l'Australie,. L'espèce Potamopyrgus antipodarum a été introduite en Australie, en Tasmanie et en Europe au cours des XIXe et XXe siècles. Aux États-Unis, l'hydrobie des antipodes est observée pour la première fois en 1987, dans les eaux du Snake, une rivière qui traverse l'État de l'Idaho. Elle a été acclimatée dans les eaux canadiennes des Grands Lacs en 1991. Il en est de même au Japon, où l'espèce a été introduite au cours des années 1990, par inadvertance, lors d'importations de poissons d'élevage pour le réempoissonnement d'écosystèmes lentiques du pays.

## Habitat
Les espèces du genre Potamopyrgus sont dulcicoles : elles peuplent les cours et étendues d'eau douce ou saumâtre,.

## Liste d'espèces
Selon BioLib (14 août 2017) :
- Potamopyrgus antipodarum (J.E.Gray, 1843) ;
- Potamopyrgus ciliatus A. A. Gould, 1850 ;
- Potamopyrgus dawbini A. W. B. Powell, 1955 ;
- Potamopyrgus estuarinus Winterbourn, 1971 ;
- Potamopyrgus oscitans (Iredale, 1944).

Selon Catalogue of Life (14 août 2017) :
- Potamopyrgus acus Haase, 2008 ;
- Potamopyrgus antipodarum (Gray, 1843) ;
- Potamopyrgus dawbini Powell, 1955 ;
- Potamopyrgus doci Haase, 2008 ;
- Potamopyrgus estuarinus Winterbourn, 1970 ;
- Potamopyrgus kaitunuparaoa Haase, 2008 ;
- Potamopyrgus oppidanus Haase, 2008 ;
- Potamopyrgus troglodytes (Climo, 1974).

Selon ITIS (14 août 2017) :
- Potamopyrgus antipodarum (J. E. Gray, 1853).

Selon NCBI (14 août 2017) :
- Potamopyrgus antipodarum ;
- Potamopyrgus doci ;
- Potamopyrgus estuarinus ;
- Potamopyrgus kaitunuparaoa ;
- Potamopyrgus oppidanus ;
- Potamopyrgus troglodytes.

Selon World Register of Marine Species (14 août 2017) :
- Potamopyrgus acus Haase, 2008 ;
- Potamopyrgus alexenkoae Anistratenko in Anistratenko & Stadnichenko, 1995 ;
- Potamopyrgus antipodarum (Gray, 1843) ;
- Potamopyrgus dawbini Powell, 1955 ;
- Potamopyrgus doci Haase, 2008 ;
- Potamopyrgus ernesti ;
- Potamopyrgus estuarinus Winterbourn, 1970 ;
- Potamopyrgus kaitunuparaoa Haase, 2008 ;
- Potamopyrgus oppidanus Haase, 2008 ;
- Potamopyrgus polistchuki Anistratenko, 1991 ;
- Potamopyrgus troglodytes (Climo, 1974).